# توني سوكول
توني سوكول (بالإنجليزية: Tony Sokol)‏ هو كاتب أمريكي، ولد في 23 مارس 1963.